# 2023-as WTA Finals
A 2023-as WTA Finals a WTA által évente megrendezett, világbajnokságnak is nevezett tenisztorna, amelyen az aktuális WTA-világranglista első nyolc helyezettje vehet részt. A torna a versenyévad záró eseménye, amelyet 1972 óta rendeznek meg. Egyéniben ez az 52. verseny, míg a párosok ebben az évben 47. alkalommal mérkőztek.
Oroszország és Fehéroroszország versenyzői az országuk ellen életbe léptetett szankciók miatt csak saját nevükben indulhatnak a tornákon, az ország feltüntetése nélkül.
A tornára az egyéni világranglista első nyolc helyezettje, valamint a páros világranglista első nyolc párja szerezhetett kvalifikációt, sérülés vagy egyéb okból távolmaradás esetén a ranglista következő helyezettje kap jogot a részvételre. A győztes a jelentős pénzdíjazás mellett egyéniben a Billie Jean King-trófeát, párosban a Martina Navratilova-trófeát kapja.
2023-ban a torna összdíjazása 9 000 000 amerikai dollár, amely jelentősen meghaladja az előző évi 5 000 000 dolláros díjalapot.
Jelena Ribakina és Markéta Vondroušová először vett részt egyéniben az év végi világbajnokságon. Cori Gauff és Jessica Pegula mind egyéniben, mind párosban (ez utóbbiban együtt) kvalifikálta magát a tornára. A kvalifikációt szerzett cseh Karolína Muchová sérülés miatt nem tudott részt venni a tornán, helyébe a görög María Szákari léphetett.
A címvédő egyéniben a francia Caroline Garcia volt, aki a 2022. évi döntőben 7–6(4), 6–4 arányban győzött Arina Szabalenka ellen. Ebben az évben azonban nem sikerült a világranglistán az első nyolc között végeznie, így nem szerzett kvalifikációt a tornára. 
A párosok versenyén a címvédő Veronyika Kugyermetova és a belga Elise Mertens párosa volt. Ebben az évben közülük csak Elise Mertensnek sikerült kvalifikálnia magát, ezúttal az ausztrál Storm Hunterrel párban.
Egyéniben a győzelmet a lengyel Iga Świątek szerezte meg, miután az elődöntőben a címvédő és világelső Arina Szabalenkát 6–3, 6–2-re, a döntőben az amerikai Jessica Pegulát 6–1, 6–0-ra verte. Ezzel nem csak a világbajnoki címet hódította el, hanem visszaszerezte néhány héttel korábban elvesztett elsőségét a világranglistán, amely egyúttal az év végi világelsőséget jelentette számára.
Párosban a világbajnoki címet a német Laura Siegemund és az orosz Vera Zvonarjova párosa szerezte meg, miután az elődöntőben legyőzték a címvédő Elise Mertens és az ausztrál Storm Hunter párosát, a döntőben pedig az amerikai Nicole Melichar-Martinez és az ausztrál Ellen Perez párosa ellen 6–4, 6–4 arányban nyertek. Eredményével Storm Hunter a páros világranglista élére került.

## A kvalifikáció
Az egyéni versenyre az a nyolc játékos szerezhetett indulási jogot, aki az adott versenyév folyamán a WTA pontversenyén az előzetesen meghatározott 16 tornát figyelembe véve a legtöbb pontot szerezte. A 16 tornába az alábbiak számítottak bele: a négy Grand Slam-torna, a négy kötelező WTA 1000 torna, az öt nem kötelező WTA 1000 torna közül a két legjobb eredmény, valamint a többi versenyen szerzett pontok közül a hat legjobb. Ennek az úgynevezett race pontversenynek a győztese ebben az évben Arina Szabalenka lett, ő az egyéni verseny első kiemeltje.
A páros versenyen az év során az adott pár által elért 11 legjobb eredményt vették figyelembe. Az egyéni kvalifikáció szabályaival ellentétben a párosoknál nem volt kötelező sem a Grand Slam-tornák, sem a WTA 1000 versenyek beszámítása.

## A lebonyolítás formája
Az egyéni versenyen a nyolc résztvevőt két négyes csoportba sorsolják, ahol körmérkőzést játszanak egymással. A csoportok első két helyezettje jut az elődöntőbe. Az elődöntőben a csoportelsők a másik csoport második helyezettjével játszanak a döntőbe jutásért. A döntőt a két elődöntő győztese vívja. A párosok versenye ugyanabban a formában zajlik, mint az egyéni verseny.
A helyezések eldöntése holtverseny esetén a körmérkőzéses szakaszban
Az első két helyet érintő helyezések az alábbiak figyelembevételével dőlnek el:
- 1. Három játékos holtversenye esetén az a játékos, aki nem játszott mindhárom meccsen, az kiesik a döntésből.
- 2. A holtversenyben levők esetében a megnyert szettek magasabb százaléka dönt.
- 3. Ha ez is egyenlő, akkor a megnyert meccsek magasabb százaléka dönt.

## A díjalap és a ranglistapontok
A 2023. évi WTA Finals díjalapja 9 000 000 amerikai dollár. A díjalap elosztását, valamint a versenyen szerezhető pontokat a táblázat mutatja.
| Eredmény                               | Egyéni           | Páros         | Pontok   |
| -------------------------------------- | ---------------- | ------------- | -------- |
| Győztes                                | KM1 + $1 476 000 | KM + $306 000 | KM + 750 |
| Döntős                                 | KM + $756 000    | KM + $144 000 | KM + 330 |
| Elődöntős                              | KM + $54 000     | KM + $9000    | KM       |
| Körmérkőzéses szakaszban győzelmenként | +$198 000        | +$36 000      | +250     |
| Körmérkőzéses szakaszban vereségenként | ---              | ---           | 125      |
| Startpénz minden résztvevőnek          | $198 000         | +$90 000      |          |

- 1 KM – a körmérkőzések során szerzett díjakat, illetve pontokat jelzi.

A bajnok veretlenség esetén egyéniben 1500 pontot és 2 880 000 dollárt, párosban ugyanennyi pontot és 657 000 dollárt kap.

## Egyéni

### Kvalifikációt szerzett versenyzők
| #    | Versenyző           | Pont | Kvalifikáció dátuma |
| ---- | ------------------- | ---- | ------------------- |
| 1    | Arina Szabalenka    | 8425 | szeptember 22.      |
| 2    | Iga Świątek         | 7795 | szeptember 22.      |
| 3    | Cori Gauff          | 5955 | szeptember 22.      |
| 4    | Jelena Ribakina     | 5865 | szeptember 22.      |
| 5    | Jessica Pegula      | 4895 | október 2.          |
| 6    | Unsz Dzsábir        | 3695 | október 6.          |
| 7    | Markéta Vondroušová | 3671 | október 6.          |
| sér. | Karolína Muchová    | 3650 | október 6.          |
| 8    | María Szákari       | 3245 | október 24.         |

Arina Szabalenka 2023-as főbb eredményei: 3 tornagyőzelem, 3 döntő, 3 elődöntő és 3 negyeddöntő. Győzött az Australian Openen, a WTA 1000-es Madrid Openen és a WTA 500-as Adelaide International tornán. Döntőt játszott a US Openen, a WTA 1000-es Indian Wells Openen és a WTA 500-as Stuttgart Openen. Elődöntős volt a Roland Garroson, Wimbledonban, valamint a WTA 1000-es Cincinnati Openen. A negyeddöntőig jutott a WTA 1000-es Miami Openen, a China Openen és Dubajban.
Iga Świątek 2023-ban 5 tornagyőzelem, 2 döntő, 4 elődöntő és 2 negyeddöntő. Győzött a Roland Garroson, a WTA 1000-es a China Openen, a WTA 500-as Stuttgart Open és Qatar Open tornákon, valamint a WTA 250-es Poland Openen. Döntőt játszott a WTA 1000-esen Madridban és Dubajban. Elődöntős volt a WTA 1000-esen Indian Wellsben, Cincinnatiban és a Canadian Openen, valamint a United Cupon. A negyeddöntőben szerepelt Wimbledonban és a WTA 1000-esen Rómában.
Cori Gauff 2023-as főbb eredményei: 4 tornagyőzelem, 3 elődöntő és 4 negyeddöntő. Győzött a US Openen, a WTA 1000-es Cincinnati Openen, a WTA 500-as Citi Openen, valamint a WTA 250-as Auckland Openen. Elődöntős volt a WTA 1000-es China Openen és Dubajban, valamint a WTA 250-es Eastbourne International tornán. A negyeddöntőig jutott a Roland Garroson, a WT1000-es tornák közül Indian Wellsben és Montréalban, valamint a WTA 500-ason Qatarban. 
Jelena Ribakina 2023-ban: 2 tornagyőzelem, 2 döntő, 2 elődöntő, 2 negyeddöntő. Győzött a WTA 1000-esen Indian Wellsben és Rómában. Döntőt játszott az Australian Openen és a WTA 1000-es Miami Openen. Elődöntős volt a WTA 1000-es China Openen és a Canadian Openen. Negyeddöntőt játszott Wimbledonban és a WTA 500-as Abu Dhabi Openen. Először vesz részt a WTA Finals tornán.
Jessica Pegula 2023-as főbb eredménye 3 győzelem, 2 döntő, 4 elődöntő és 2 negyeddöntő. Győzött a WTA 1000-es Canadian Openen, a WTA 250-es Korea Openen és a United Cup-on. Döntőt játszott a WTA 500-as Pan Pacific Openen és a Qatar Total Openen. Elődöntős volt WTA 1000-eseken Miamiban, Rómában és Dubajban, valamint a WTA 250-es Citi Openen. Negyeddöntőt játszott az Australian Openen és Wimbledonban, valamint a WTA 1000-es madridi tornán. 
Unsz Dzsábir 2023-ban 2 győzelem, 1 döntő, 2 elődöntő, 3 negyeddöntő. Győzött egy WTA 500-as tornán Charlestonban és a WTA 250-es Ningbo Openen. Döntős volt Wimbledonban, elődöntőig jutott a WTA 500-as Stuttgart Openen és az Adelaide International tornán. Negyeddöntős volt a Roland Garroson, a WTA 1000-es Cincinnati Openen és a WTA 500-as Zhengzhou Openen.
Markéta Vondroušová 2023-as eredménye 1 győzelem, 1 elődöntő és 4 negyeddöntő. Megnyerte Wimbledont, elődöntőt játszott a WTA 250-es Ladies Linz tornán. Negyeddöntős volt a US Openen, a WTA 1000-esen Cincinnatiban, a WTA 500-as German Open és Adelaide International tornákon. Először kvalifikálta magát a WTA Finals versenyzői közé.
Karolína Muchová 2023-as főbb eredményei: 2 döntő, 1 elődöntő, 3 negyeddöntő. Döntős volt a Roland Garroson és a WTA 1000-es Cincinnati tornán. Elődöntőt játszott a US Openen, negyeddöntőig jutott a WTA 1000-esen Indian Wellsben és Dubajban, valamint a WTA 250-es Auckland Open tornán. Először vehetett volna részt a WTA Finals tornán, de sérülés miatt le kellett mondania a részvételt.
María Szákari Első helyettesítőként került a WTA Finals nyolcas mezőnyébe. 2023-ban főbb eredményei: 1 győzelem, 1 döntő, 6 elődöntő és 1 negyeddöntő. Győzött a WTA 1000-es Guadalajara Openen, döntőt játszott a WTA 500-as Citi Openen, elődöntős volt WTA 1000-esen Indian Wellsben és Madridban; a WTA 500-as Pan Pacific Openen, German Openen, Qatar Openen, valamint a WTA 250-es tornán Linzben. Negyeddöntőig jutott a WTA 1000-es China Openen.
A tartalékok: Barbora Krejčíková és Madison Keys.
Harmadszor kvalifikálta magát az év végi világbajnokságra Iga Świątek, Arina Szabalenka és María Szákari; második alkalommal vesz részt a tornán Unsz Dzsábir, Jessica Pegula és Cori Gauff, míg Markéta Vondroušová és Jelena Ribakina első alkalommal indulhat a világ legjobb nyolc teniszezőnőjének versenyén.
- Arina Szabalenka világelső, a 2023-as Australian Open győztese
- Iga Świątek korábbi világelső, a 2023-as Roland Garros győztese
- Cori Gauff a 2023-as US Open győztese
- Jelena Ribakina a 2023-as Australian Open döntőse, két WTA 1000-es torna győztese
- Jessica Pegula 2023-ban az Australian Open és Wimbledon negyeddöntőse, a kanadai WTA 1000-es torna győztese
- Unsz Dzsábir 2023-ban Wimbledon döntőse.
- Markéta Vondroušová 2023-ban Wimbledon győztese
- María Szákari 2023-ban egy WTA 1000-es torna győztese.

### Egymás elleni eredmények
|   | Versenyző           | Szabalenka | Świątek | Gauff | Ribakina | Pegula | Dzsábir | Vondroušová | Szákari | Össz. | Idei eredm. |
| - | ------------------- | ---------- | ------- | ----- | -------- | ------ | ------- | ----------- | ------- | ----- | ----------- |
| 1 | Arina Szabalenka    |            | 3–5     | 2−4   | 4−2      | 4−1    | 4−2     | 4−2         | 6−3     | 27–19 | 54–12       |
| 2 | Iga Świątek         | 5−3        |         | 8−1   | 1–3      | 5−3    | 4–2     | 2−0         | 2−3     | 27–15 | 63–11       |
| 3 | Cori Gauff          | 4–2        | 1−8     |       | 1−0      | 1−2    | 3–2     | 2–0         | 3–4     | 15–18 | 49–13       |
| 4 | Jelena Ribakina     | 2−4        | 3–1     | 0−1   |          | 1−2    | 2–3     | 1−1         | 1−1     | 10–13 | 46–13       |
| 5 | Jessica Pegula      | 1−4        | 3−5     | 2−1   | 2−1      |        | 2−4     | 0−1         | 4–5     | 14–21 | 55–17       |
| 6 | Unsz Dzsábir        | 2−4        | 2−4     | 2−3   | 3−2      | 4−2    |         | 3−4         | 2−2     | 18–21 | 34–15       |
| 7 | Markéta Vondroušová | 2−4        | 0−2     | 0–2   | 1−1      | 1–0    | 4−3     |             | 1−1     | 9–13  | 38–14       |
| 8 | María Szákari       | 3−6        | 3–2     | 4−3   | 1−1      | 5−4    | 2–2     | 1–1         |         | 19–19 | 38–22       |

### Csoportmérkőzések

#### Bacalar csoport
|   |                  | Szabalenka    | Ribakina            | Pegula   | Szákari             | Gy–V | Szett Gy–V | Játék Gy–V | Helyezés |
| 1 | Arina Szabalenka |               | 6–2, 3–6, 6–3       | 4–6, 3–6 | 6–0, 6–1            | 2–1  | 4-3        | 34-24      | 2.       |
| 4 | Jelena Ribakina  | 2–6, 6–3, 3–6 |                     | 5–7, 2–6 | 6–0, 6–7(4), 7–6(2) | 1–2  | 3-5        | 37-41      | 3.       |
| 5 | Jessica Pegula   | 6–4, 6–3      | 7–5, 6–2            |          | 6–3, 6–2            | 3–0  | 6-0        | 37-19      | 1.       |
| 8 | María Szákari    | 0–6, 1–6      | 0–6, 7–6(4), 6–7(2) | 3–6, 2–6 |                     | 0–3  | 1-6        | 19-43      | 4.       |

#### Chetumal csoport
|   |                     | Świątek     | Gauff            | Dzsábir  | Vondroušová      | Gy–V | Szett Gy–V | Játék Gy–V | Helyezés |
| 2 | Iga Świątek         |             | 6–0, 7–5         | 6–1, 6–2 | 7–6(3), 6–0      | 3–0  | 6-0        | 38-14      | 1.       |
| 3 | Cori Gauff          | 0–6, 5–7    |                  | 6–0, 6–1 | 5–7, 7–6(4), 6–3 | 2–1  | 4-3        | 35-30      | 2.       |
| 6 | Unsz Dzsábir        | 1–6, 2–6    | 0–6, 1–6         |          | 6–4, 6–3         | 1–2  | 2-4        | 16-31      | 3.       |
| 7 | Markéta Vondroušová | 6–7(3), 0–6 | 7–5, 6–7(4), 3–6 | 4–6, 3–6 |                  | 0–3  | 1-6        | 29-43      | 4.       |

### Az egyéni döntők
|  | Elődöntő | Elődöntő         | Elődöntő | Elődöntő    | Elődöntő |   |                | Döntő | Döntő | Döntő | Döntő | Döntő |  |
|  |          |                  |          |             |          |   |                |       |       |       |       |       |  |
|  | 5        | Jessica Pegula   | 6        | 6           |          |   |                |       |       |       |       |       |  |
|  | 5        | Jessica Pegula   | 6        | 6           |          |   |                |       |       |       |       |       |  |
|  | 3        | Cori Gauff       | 2        | 1           |          |   |                |       |       |       |       |       |  |
|  | 3        | Cori Gauff       | 2        | 1           |          | 5 | Jessica Pegula | 1     | 0     |       |       |       |  |
|  |          |                  |          |             |          | 5 | Jessica Pegula | 1     | 0     |       |       |       |  |
|  |          |                  | 2        | Iga Świątek | 6        | 6 |                |       |       |       |       |       |  |
|  | 1        | Arina Szabalenka | 2        | Iga Świątek | 6        | 6 | 3              | 2     |       |       |       |       |  |
|  | 1        | Arina Szabalenka |          |             |          |   |                |       |       |       |       |       |  |
|  | 2        | Iga Świątek      | 6        | 6           |          |   |                |       |       |       |       |       |  |

## Párosok

### Kvalifikációt szerzett párosok
| # | Versenyzők                            | Pont | Kvalifikáció dátuma |
| - | ------------------------------------- | ---- | ------------------- |
| 1 | Cori Gauff Jessica Pegula             | 5565 | szeptember 22.      |
| 2 | Storm Hunter Elise Mertens            | 5130 | október 2.          |
| 3 | Aojama Súko Sibahara Ena              | 3790 | október 9.          |
| 4 | Barbora Krejčíková Kateřina Siniaková | 3785 | október 4.          |
| 5 | Desirae Krawczyk Demi Schuurs         | 3570 | október 9.          |
| 6 | Laura Siegemund Vera Zvonarjova       | 3405 | október 22.         |
| 7 | Gabriela Dabrowski Erin Routliffe     | 3386 | október 16.         |
| 8 | Nicole Melichar-Martinez Ellen Perez  | 3325 | október 16.         |

A Cori Gauff–Jessica Pegula világelső amerikai kettős 2 tornagyőzelmet ért el az évben, emellett 2 döntőbe jutottak be, 3 elődöntőt és 3 negyeddöntőt játszottak. Első helyet szereztek WTA 1000-es tornán a Miami Openen és a WTA 500-as Qatar Openen. Döntőt játszottak két WTA 1000-es tornán Rómában és Madridban. Elődöntősök voltak az Australian Openen és a Roland Garroson, valamint a WTA 500-as Eastbourne International tornán. Negyeddöntőt játszották a US Openen, a WTA 1000-es Canadian Openen és Dubajban.
A Storm Hunter–Elise Mertens ausztrál–belga páros 2023-ban 2 győzelmet, szerzett, ezen kívül 1 döntőbe jutott be, 2 elődöntőt és 2 negyeddöntőt játszottak. WTA 1000-es tornán győzött, Rómában és Guadalajarában. Döntőt játszottak Wimbledonban, elődöntősök voltak a WTA 1000-es tornán Cincinatiban és a Canadian Openen. Negyeddöntőig jutottak az Australian Openen, a WTA 1000-es Miami tornán és Indian Wellsben.
Az Aojama Súko–Sibahara Ena japán páros 2023. évi eredménye 2 győzelem, 2 döntő, 1 elődöntő és 4 negyeddöntő. Győztek a WTA 1000-es Canadian Openen és a WTA 250-es Rosmalen Openen. Döntőt játszottak az Australian Openen és a WTA 500-as Zhengzhou Openen. Elődöntősök voltak a WTA 1000-es Indian Wells Openen, és negyeddöntősök a WTA 1000-es római tornán, a WTA 500-as tokiói és adelaide-i, valamint a WTA 250-es strasbourgi tornán.
A Barbora Krejčíková–Kateřina Siniaková cseh páros 2023-ban három tornagyőzelmet szerzett és 2 negyeddöntős eredményük volt. Győztek az Australian Openen, a WTA 1000-es Indian Wells Openen és a WTA 500-as San Diego Openen. Negyeddöntősök voltak a WTA 1000-es Cincinnati Openen és a WTA 250-es clevelandi tornán.
A Desirae Krawczyk–Demi Schuurs amerikai–holland páros 2023-ban 2 tornagyőzelmet aratott, mellette 1 döntőt játszott, 3 alkalommal volt elődöntős és 2 alkalommal negyeddöntős. Győzelmet arattak Eastbourne-ben és Stuttgartban, döntőt játszottak a Canadian Openen, elődöntősök voltak Rómában, Dubajban és Berlinben, negyeddöntősök az Australian Openen és a WTA 1000-es Cincinnati Openen.
A Laura Siegemund–Vera Zvonarjova német–orosz 3 tornagyőzelmet szerzett, 1 alkalommal játszott döntőt, 1 elődöntőbe és 2 negyeddöntőbe jutott be. Győzelmet arattak a Citi Openen, Nancsangban és Ningpóban, döntőt játszottak a US Openen, elődöntősök voltak Charlestonban, negyeddöntősök Wimbledonban és a China Openen.
A Gabriella Dabrowski–Erin Routliffe kanadai-új-zélandi páros két győzelmet szerzett, 1 döntős és 1 elődöntős eredményük volt. Győztek a US Openen és a Zhengzhou Openen, döntőt játszottak Guadalajarában és elődöntősök voltak Clevelandben.
A Nicole Melichar-Martinez–Ellen Perez amerikai–ausztrál páros 4 döntőben volt érdekelt, emellett 4 elődöntőt és 2 negyeddöntőt játszottak. Döntősök voltak Cincinnatiban, Eastbourne-ben, Clevelandben és Austinban, elődöntősök a Roland Garroson, a Miami Openen, Tokióban és Berlinben. 
A tartalék párosok: a Leylah Fernandez–Taylor Townsend kanadai–amerikai, valamint a Hszie Su-vej–Vang Hszin-jü tajvani-kínai páros.
- Cori Gauff
- Jessica Pegula
- Storm Hunter
- Elise Mertens
- Aojama Súko
- Sibahara Ena
- Barbora Krejčíková
- Kateřina Siniaková
- Desirae Krawczyk
- Demi Schuurs
- Laura Siegemund
- Vera Zvonarjova
- Gabriela Dabrowski
- Erin Routliffe
- Nicole Melichar-Martinez
- Ellen Perez

### Páros verseny csoportmérkőzések

#### Mahahual csoport
|   |                                       | Gauff Pegula     | Krejčiková Siniaková | Siegemund Zvonarjova | Dabrowski Routliffe | Gy–V | Szett Gy–V | Játék Gy–V | Helyezés |
| 1 | Cori Gauff Jessica Pegula             |                  | 6–3, 5–7, [6–10]     | 6–3, 4–6, [8–10]     | 6–7(2), 3–6         | 0–3  | 2-6        | 30-34      | 4.       |
| 4 | Barbora Krejčíková Kateřina Siniaková | 3–6, 7–5, [10–6] |                      | 3–6, 7–6(6), [5–10]  | 4–6, 5–7            | 1–2  | 3-5        | 30-37      | 3.       |
| 6 | Laura Siegemund Vera Zvonarjova       | 3–6, 6–4, [10–8] | 6–3, 6–7(6), [10–5]  |                      | 4–6, 2–6            | 2–1  | 4-4        | 29-32      | 2.       |
| 7 | Gabriela Dabrowski Erin Routliffe     | 7–6(2), 6–3      | 6–4, 7–5             | 6–4, 6–2             |                     | 3–0  | 6-0        | 38-24      | 1.       |

#### Maya Ka'an csoport
|   |                                      | Hunter Mertens | Aojama Sibahara  | Krawczyk Schuurs | Melichar-Martinez Perez | Gy–V | Szett Gy–V | Játék Gy–V | Helyezés |
| 2 | Storm Hunter Elise Mertens           |                | 6–4, 6–2         | 6–2, 6–3         | 7–5, 6–4                | 3–0  | 6-0        | 37-20      | 1.       |
| 3 | Aojama Súko Sibahara Ena             | 4–6, 2–6       |                  | 7–5, 6–2         | 6–4, 2–6, [6–10]        | 1–2  | 3-4        | 27-30      | 3.       |
| 5 | Desirae Krawczyk Demi Schuurs        | 2–6, 3–6       | 5–7, 2–6         |                  | 2–6, 5–7                | 0–3  | 0–6        | 19-38      | 4.       |
| 8 | Nicole Melichar-Martinez Ellen Perez | 5–7, 4–6       | 4–6, 6–2, [10–6] | 6–2, 7–5         |                         | 2–1  | 4–3        | 33-28      | 2.       |

### A párosok döntői
|  | Elődöntő | Elődöntő                             | Elődöntő | Elődöntő                        | Elődöntő |   |   | Döntő                                | Döntő | Döntő | Döntő | Döntő |  |
|  |          |                                      |          |                                 |          |   |   |                                      |       |       |       |       |  |
|  | 7        | Gabriela Dabrowski Erin Routliffe    | 1        | 7                               | [6]      |   |   |                                      |       |       |       |       |  |
|  | 7        | Gabriela Dabrowski Erin Routliffe    | 1        | 7                               | [6]      |   |   |                                      |       |       |       |       |  |
|  | 8        | Nicole Melichar-Martinez Ellen Perez | 6        | 61                              | [10]     |   |   |                                      |       |       |       |       |  |
|  | 8        | Nicole Melichar-Martinez Ellen Perez | 6        | 61                              | [10]     |   | 8 | Nicole Melichar-Martinez Ellen Perez | 4     | 4     |       |       |  |
|  |          |                                      |          |                                 |          |   | 8 | Nicole Melichar-Martinez Ellen Perez | 4     | 4     |       |       |  |
|  |          |                                      | 6        | Laura Siegemund Vera Zvonarjova | 6        | 6 |   |                                      |       |       |       |       |  |
|  | 6        | Laura Siegemund Vera Zvonarjova      | 6        | Laura Siegemund Vera Zvonarjova | 6        | 6 | 3 | 6                                    | [10]  |       |       |       |  |
|  | 6        | Laura Siegemund Vera Zvonarjova      |          |                                 |          |   |   |                                      |       |       |       |       |  |
|  | 2        | Storm Hunter Elise Mertens           | 6        | 3                               | [5]      |   |   |                                      |       |       |       |       |  |

## Kapcsolódó szócikk
- 2023-as WTA-szezon
- 2023-as WTA Elite Trophy